# تیلیدین
تیلیدین که با نام‌های تجاری والورون (Valoron) و والتران (Valtran) نیز شناخته می‌شود، یک مسکن اپیوئیدی صناعی است که به طور عمده در آلمان، سوئیس، شمال آفریقا و بلژیک برای تسکین دردهای حاد و مزمن متوسط تا شدید به کار می‌رود. مدت زمان لازم برای شروع اثر پس از مصرف خوراکی ۱۰ تا ۱۵ دقیقه بوده و حداکثر اثر آن پس از ۲۵ تا ۳۰ دقیقه ظاهر می‌شود.

## کاربردهای بالینی

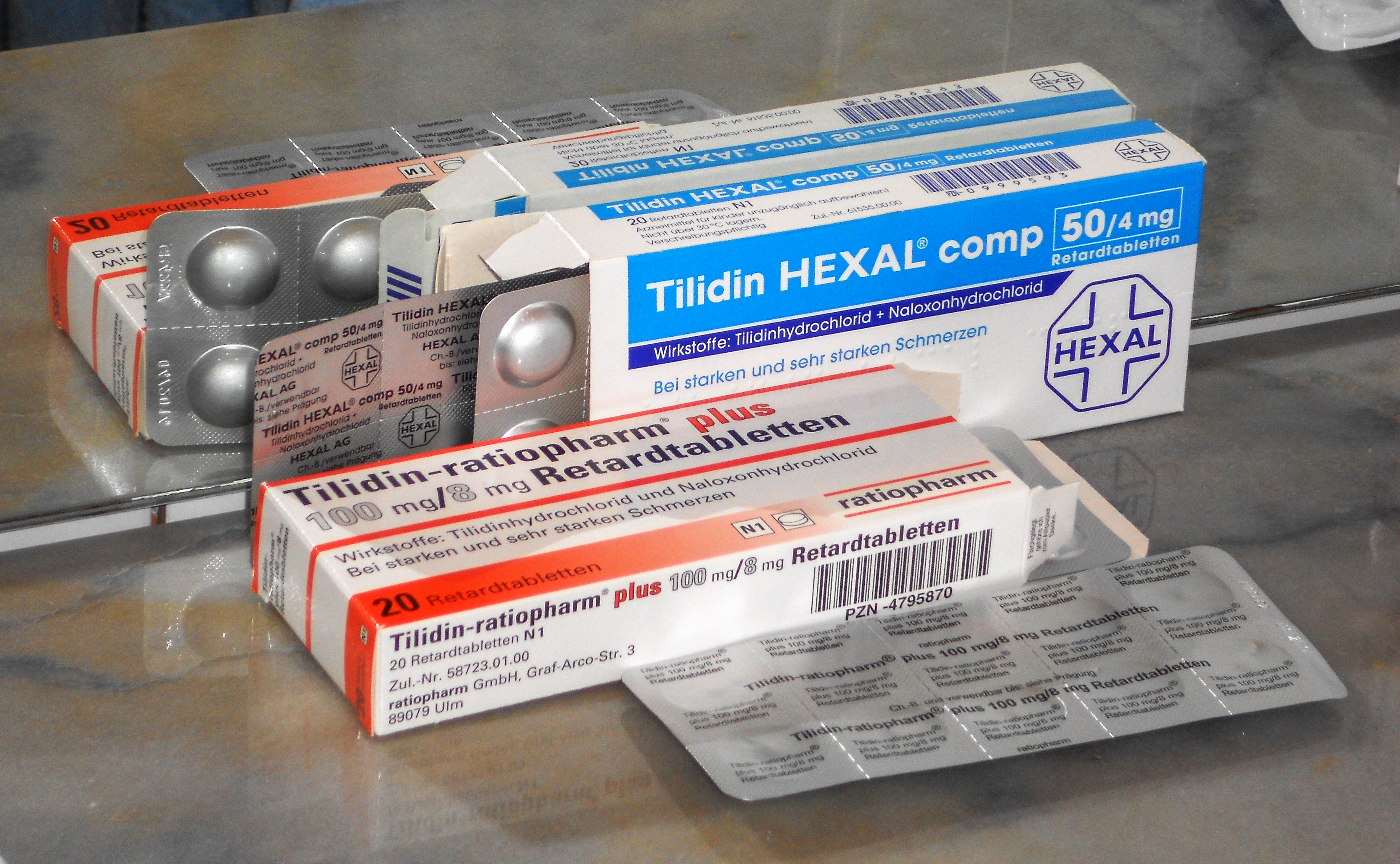
Tilidine

دردهای حاد و مزمن متوسط تا شدید

## عوارض جانبی
تهوع، استفراغ، سبکی سر، گیجی، خستگی، سردرد و پرخاشگری. سایر عوارض با شیوع کمتر عبارتند از توهم، سرخوشی (یوفوریا), ترمور، هیپررفلکسی، اسهال و درد شکم

## فارماکولوژی
این دارو جزء اپیوئیدهای با توان پایین تا متوسط است و توان تیلیدین خوراکی حدود ۰٫۲ است، به عبارتی ۱۰۰ میلی گرم تیلیدین معادل حدود ۲۰ میلی گرم مورفین است. این دارو از راه خوراکی، شیاف و تزریق وریدی، عضلانی یا زیرجلدی به طورت تک دوز ۵۰ تا ۱۰۰ میلی گرمی تجویز می‌شود. بیشینه دوز روزانه ۶۰۰ میلی گرم است.

## روش تولید و ساختار شیمیایی
در این شکل طریقه تولید و ساختار تیلیدین نشان داده شده است: